# Xuxa Park
Xuxa Park foi um programa infantil brasileiro apresentado por Xuxa Meneghel, dirigido por Marlene Mattos e exibido pela TV Globo de 4 de junho de 1994 até 6 de janeiro de 2001. Marcou a volta da apresentadora ao público infantil, pois sua atração anterior, Xuxa (1993), era dedicada a toda a família. Ocupando as manhãs de sábado, o programa reunia brincadeiras, números musicais e desenhos animados.
O programa, que era exibido aos sábados, foi líder de audiência entre as crianças durante os anos de 1994 e 1995, chegando ao alcançar na sua estréia média de 18 pontos de audiência, superando o programa Tv Colosso que marcava, aos sábados, média de 10 pontos. Em 1995, o programa era o mais visto entre crianças de 2 à 9 anos em São Paulo, chegando a atingir 275 mil crianças, mais do que os líderes do Infantil dos anos de 1996 (217 mil crianças) e 1997 (210 mil crianças). No dia 29/06/1996, foi exibido o especial “Xuxa 10 anos”, conquistando 44 pontos de audiência.
A última apresentação, lembrando a comemoração do Dia de Reis, foi exibida em 6 de janeiro de 2001. O programa foi extinto depois de um incêndio ocorrido nos estúdios no dia 11 de janeiro daquele ano, durante as gravações do especial de Carnaval, que seria exibido em 24 de fevereiro.

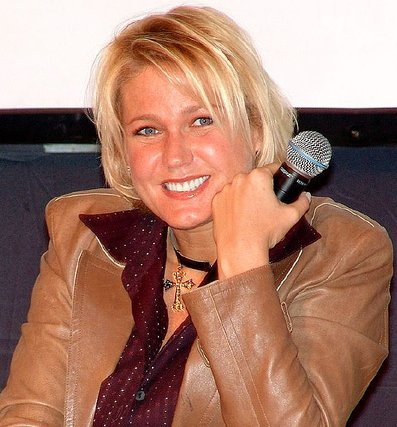
Xuxa Meneghel

## Prêmios
Premio Canal do Voto, votação Popular do Jornal Extra. Em 1998, o Xuxa Park venceu na categoria “Melhor Programa Infantil” com 49,4% dos votos, repetindo o feito em 1999. 
| Ano  | Nomeação | Categoria                        | Resultado |
| ---- | -------- | -------------------------------- | --------- |
| 1998 | Xuxa     | Melhor Programa Infantil 1998    | Venceu    |
| 1999 | Xuxa     | Melhor Programa Infantil de 1999 | Venceu    |

## Programa e quadros

### 1ª Fase(1994 - 1996)
O programa estreou em 4 de junho de 1994.
Na primeira abertura, foram usados alguns elementos do filme Super Xuxa Contra Baixo Astral (1988). Um cristal gigante está entre as nuvens celestes escuras, no mesmo início da cena, o cristal ilumina enquanto um arco-íris surgia ao clarear mesmo o céu. Xuxa aparece dentro dos espelhos de cristais e no fim, surgia o logotipo do programa.
Essa primeira abertura teve três trilhas diferentes: Foi tocada a introdução da música "É de Chocolate" (do álbum Sexto Sentido) (que só foi mantida para a temporada de 1995) e em seguida a versão da mesma em que foi performada no final do programa em 1994, exibido até a metade do ano, dando o lugar para a versão instrumental de "Hey DJ", que também foi tocada até o fim da segunda temporada em junho de 1996.
Nos primeiros programas, os créditos eram simples. E em outros, os créditos mudam de cores e atravessa durante a abertura.
O programa inicialmente com quatro horas de duração, também possuía desenhos (como Tico & Teco, Darkwing Duck e etc.) exibidos no quadro Disneylândia e as brincadeiras eram disputadas por times mistos com cores diferentes ao contrário do Xou da Xuxa,as brincadeiras eram em importadas do Xuxa Park espanhol e do programa El Gran Juego de La Oca. Dentre quais   Siga a Música, Farra no Brejo, Proteja o Ovo, Mão na Cumbuca e a polêmica Tortura Macabra (na brincadeira, um adulto parente de alguma das crianças da equipe, tinha seus pés e mãos presos e neles era passado um alimento especial que era lambido por uma cabra, vencia quem não demonstrasse nenhum tipo de reação). O programa também exibia quadros diversos como: Agendinha (onde eram dadas dicas de passeios e culturais às crianças), Pequenas Crianças, Grandes Talentos (crianças mostrando seus talentos em uma área específica), Gracinha Curiosa (onde Xuxa se fantasiava de Gracinha, uma menina muito curiosa que respondia a perguntas enviadas pelas crianças), e Malhaxão (Xuxa ensinava coreografias de aeróbica a cada semana). Na metade final do programa era exibido o Xuxa Park Hits quadro musical onde Xuxa recebia atrações, DJs e os dançarinos do grupo You Can Dance (Fly, Kadu, Kall, e Tom) que ensinavam passos de funk.
Vários artistas musicais marcaram presença em edições do programa. Entre eles: Deborah Blando, As Sublimes, Latino, Ivete Sangalo, Skank, Gabriel O Pensador, Biquini Cavadão, Ricky Martin, Barão Vermelho, Daniela Mercury, Banda Eva, Simony, Cidade Negra, Mamonas Assassinas, Só Pra Contrariar, Claudio e Buchecha, entre outros.
O cenário recriava um parque de diversões com escorregadores, piscina de bolas, e muitos outros elementos. Os quadros inicialmente eram todos gravados no mesmo cenário, sendo que alguns quadros tinham um tapume branco com o nome do mesmo na parte de trás e os brinquedos permaneciam. A partir do mês de agosto para os quadros à parte era colocada uma plateia no lugar dos brinquedos. Curiosamente,durante os programas de setembro essa plateia substituiu os brinquedos no cenário principal do programa, mas logo depois a modificação foi vetada e os brinquedos voltaram ao palco principal.
Em 1995, o cenário do programa continuou o mesmo mudando apenas o método de chegada de Xuxa ao palco (a bola de cristal foi trocada por uma 'pirâmide') e o chão passou a recriar um sol. Nessa época os quadros todos passaram a ter cenário próprio, e muitos deles deixaram de ser exibidos. Alguns elementos do Xou da Xuxa retornaram ao programa como algumas brincadeiras e a disputa entre meninos e meninas. O Xuxa Park Hits se transforma em Xuxa Hits e passa a encerrar o programa (já que em 1994, logo após o quadro, Xuxa voltava ao palco principal para se despedir), e foi nessa época também que Xuxa passou a se fantasiar para apresentar o quadro.
As Paquitas Segunda Geração (Ana Paula Almeida, Ana Paula Guimarães, Bianca Rinaldi, Cátia Paganote, Flávia Fernandes, Juliana Baroni, Priscilla Couto e Roberta Cipriani) que acompanhavam Xuxa desde os tempos do "Xou da Xuxa" tiveram sua despedida no primeiro programa inédito do ano, onde o primeiro bloco foi praticamente todo dedicado a isso. Um novo grupo de Paquitas foi apresentado: as Paquitas New Generation (Andrezza Cruz, Bárbara Borges, Caren Lima, Diane Dantas, Gisele Delaia, Graziella Schmitt, e Vanessa Melo)
O quadro/brincadeira de maior destaque era o Batalha dos Fãs onde dois fãs de um determinado artista participavam de um quiz sobre o mesmo e podiam ganhar pontos no placar geral do programa. Lançado naquele ano o quadro Sempre Alerta recebia a presença de pequenos escoteiros dando dicas de segurança e falando um pouco sobre o trabalho do escoteiro, no final do programa ainda era escolhido um adulto da plateia para a brincadeira Caixa Surpresa onde ele deveria escolher entre três caixas que continham prêmios que iam desde um almoço com a Xuxa até ganhar um beijo do Russo.
Em 1996, o cenário sofre novas modificações, os brinquedos são laterais são pintados de azul e o chão passa a ter figuras geométricas coloridas o enfeitando. No início do primeiro programa, Xuxa abre o programa homenageando o grupo Mamonas Assassinas que morreu em Março daquele ano, em que a platéia cantou junto com a apresentadora o hit "Sabão Crá-Crá". Ainda nessa época, todos os quadros que eram exibidos desde o início, com exceção do "Xuxa Hits", foram cancelados e o Malhaxão passou a se chamar Academia de Ginástica da Xuxa, a grande diferença entre os dois era que a "Academia" recebia professores de verdade para ensinar as coreografias (ao contrário do que acontecia no "Malhaxão" onde Xuxa era quem passava os passos). Um quadro de comédia apresentado por Xuxa e Andréa Sorvetão chamado "Abobrinhas" apresentava pequenas esquetes onde aconteciam situações engraçadas e inusitadas. O quadro "Super Ação" valia cinco pontos no placar geral, era uma brincadeira decisiva que consistia em duas crianças passando por um circuito cheio de obstáculos entre eles uma rampa escorregadia e uma parede de escalada. O quadro Xuxa Hits foi mantido até Dezembro de 1996.
Devido as comemorações dos 10 anos da parceria entre a emissora e a apresentadora, o programa que era até então exibido das 10 horas da manhã ao meio-dia, passou a ser exibido meia hora mais cedo começando às nove e meia. Para a data também, foi feita a promoção "Fique de Olho" onde Xuxa exibida trechos do Xou da Xuxa e pedia para que a criança que estivesse em destaque na imagem ligasse para a produção para jantar com a apresentadora em um jantar de comemoração.
E no dia 29 de Junho de 1996, foi exibido um Xuxa Park especial com muitas homenagens a apresentadora, sendo que a mais lembrada é a de Minha Rainha cantada por sua ex-Paquita Andréa Veiga, Angel Mattos (irmã de Marlene Mattos), e a cantora gospel Aline Barros. Também era exibida a abertura especial que tornou-se fixa nos programas seguintes até a reprise em 1997 que tinha a versão instrumental de "Doce Mel" que era tocada nas boas-vindas daquele ano. Nesta 2ª abertura, tinham as cenas dos melhores momentos da apresentadora nas bolas de cristais voadores, inseridas nas cenas em que as crianças brincam no jardim e nos prédios em tempo noturno, em que as bolas de cristais voam para cima e se unem fazendo uma explosão ao aparecer a nave branca do último ano do Xou da Xuxa (1992) e no fim, aparece a pirâmide de cristal. Foi a única abertura em que logotipo do programa não apareceu.
A partir de julho daquele ano, o quadro Gracinha Curiosa que foi suspenso no primeiro semestre, retorna ao programa com o mesmo cenário e formato, a única novidade foi a inclusão de um gato chamado Oliver. Nessa época outros elementos do antigo "Xou da Xuxa" retornaram ao programa, como o Café da Manhã (trazido pelo contra-regra Samuca) e o Recado do Coração que teve seu formato um pouco modificado e foi transformado no Cartas da Semana.
No último "Xuxa Park" de 1996, o programa foi excepcionalmente exibido à tarde no Especial de Ano Novo, isso seria um teste para que o quadro "Xuxa Hits" se tornasse um programa solo só que com outro nome ("Planeta Xuxa").

#### Quadros do Programa nessa Fase
Abobrinhas (1996), Academia de Ginástica da Xuxa (1996), Agendinha (1994), Atração (1994/1995/1996), Atração Internacional (1994), Batalha dos Fãs (1995), Caixa Surpresa (1995), Canta Brasil (1994), Disneylândia (1994), Gracinha Curiosa (1994/1995/1996), Malhaxão (1994/1995), Par ou Ímpar (1994); Pequenas Crianças, Grandes Talentos (1994); Sempre Alerta (1995), Super Ação (1996), Tribunal da Criança (1994), Xala Clip (1994), Xuxa Clip (1994/1995/1996), Xuxa Park Hits ou Xuxa Hits (1994/1995/1996).
- O quadro "Atração Internacional" em 1994 apenas exibia atrações gravadas no "Xuxa Park" da Espanha, mas posteriormente começou a receber atrações no palco do programa e deixou de se chamar "Atração Internacional", passando a fazer parte então do quadro "Atração".
- O quadro "Gracinha Curiosa" foi suspenso no primeiro semestre de 1996.
- A partir de setembro de 1994 o "Xuxa Clip" deixou de ser exibido por muito tempo no programa passando a ter exibição esporádica nos anos que se seguiram. A partir de 1997 os clips exibidos no programa não tinham nenhum quadro específico.
- O quadro "Agendinha" já chegou a se chamar "Agenda da Xuxa", tal fato ocorreu somente no primeiro Xuxa Park quando ele foi apresentado por Xuxa e Juliana Baroni. O quadro também já chegou a ser apresentado pela ex-Paquita Luise Wischermann depois que ela passou alguns anos na Alemanha fotografando como modelo, posteriormente ele passou a ser apresentado pelas Paquitas da época (ainda Segunda Geração)
- O quadro "Par ou Ímpar" também tinha participação ativa de Paquitas e ex-Paquitas. Ele era apresentado por Andréa Sorvetão, porém, algumas edições foram apresentadas por Andréa Veiga (que trabalhava na produção da Xuxa na época), algumas das Paquitas da época eram escaladas como assistentes de palco.

### 2ª Fase(1997 - 1999)
Em 5 de abril de 1997, o programa passa por uma radical modificação. Começando com a nova abertura ao som de "Rir é o melhor remédio" (do álbum "Sexto Sentido"), onde as bolas de cristais voadores onde aparecem as imagens da Xuxa e algumas cenas da anterior, permaneceram a mesma. Porém, foram inseridas nas cenas onde outras crianças brincam e se divertem em cantinhos todos feitos em cenografia e numa parte virtual. No fim da abertura, a música parou quando foi colocado um efeito sonoro na explosão ao aparecer a nave branca do mesmo e no fim, deu um zoom com efeito motion blur ao fazer a transição para o logotipo do programa que voltou a ser utilizado.
No início desta temporada, especificamente depois da vinheta, Xuxa se manifesta sobre o caso do índio Galdino Pataxó, que foi queimado alguns dias antes do primeiro programa ao ir ar. Ainda nessa fase de estreia, Xuxa passava a sair novamente de sua nave espacial (característica marcante do antigo "Xou da Xuxa") que agora passava a ser a 'nave-filha' e na chegada Xuxa voltou a cantar na descida da nave, nessa época a música era "Xuxa Park" do disco Xou da Xuxa Sete lançado em 1992. Outros elementos marcantes de seu antigo programa retornaram como a ginástica no palco e o Mural de Fotos ("Recado do Coração"), as Paquitas Novas Geração passaram também a se vestirem de soldadinhos de chumbo, uniforme que se tornou a principal marca do grupo. Em alguns programas desta fase, cantava as músicas "Chega Mais", "Super Hiper" e "Marcha do Xuxa Park", essas canções não entraram no álbum Boas Notícias naquele ano. Um 'salão de jogos' foi instalado na parte dianteira do cenário e uma roda gigante do lado direito, virou marca registrada do programa. O antigo Xuxa Hits deixou de ser exibido no programa e passou para as tardes com o nome de Planeta Xuxa, que no ano seguinte, foi transferido para os Domingos, em razão da Copa do Mundo de 1998.
No início das brincadeiras, as Paquitas Nova Geração começam a cantar "É Hora de Brincar" todos os sábados. Essa parte era uma tradição ao abrir as brincadeiras do Park e ficou mantida nas temporadas seguintes (incluindo as Paquitas 2000 performando a mesma, mudando apenas a coreografia).
Nessa época, todos os quadros do programa até então foram cancelados, e alguns outros tiveram seu nome modificado ou simplesmente continuaram com o seu formato, porém, já não mais com o título de quadros. Nessa época, estrearam os novos "Quero ser Artista" (com o mesmo formato do "Pequenas Crianças, Grandes Talentos"), "Hora do Bebê" (que premiava os bebês mais fotogênicos do mês), e a "Promoção de Aniversário" (que sorteava uma festa de aniversário por mês, toda paga pela produção do programa e com a presença de duas paquitas). Para a divulgação do projeto “Defensores da Natureza” Xuxa também passou a mostrar bichos exóticos no programa sempre ao lado de algum profissional no assunto e passando mensagens ecológicas e de preservação à natureza.
Em Outubro de 1997, para o dia das crianças, foi montado um cenário quase totalmente modificado para a data, o chão passou a contar com alguns desenhos de brincadeiras como 'amarelinha' e também passou a ter alguns bloquinhos e bonecas substituindo os 'castelos arábicos' do fundo do cenário e alguns brinquedos novos também compunham esse novo cenário. Esse cenário foi curiosamente reaproveitado na gravação dos últimos programas do ano, nessa época (se estendendo até julho de 1998) na descida da nave Xuxa passou a cantar a música que deu nome ao seu disco daquele ano: "Boas Notícias".
Em 1998, tinha duas modificações entre aberturas e cenários. No primeiro semestre, as crianças passaram a brincar em um parquinho virtual, no final, a nave do Xou (1992) deu uma transição para o novo logotipo em que o X no centro tinham o mesmo parquinho ao som da versão instrumental remixada de "Boas Notícias" (do álbum do mesmo nome lançado pela apresentadora em 1997).
Com a gravidez de Xuxa naquele ano, o cenário passou por pequenas modificações, sendo que a única mais relevante foi a criação de um berçário na parte direita do palco onde algumas crianças menores ficavam durante a gravação e o "Cantinho da Poesia" onde os baixinhos poderiam fazer desenhos e escrever coisas para a apresentadora. Nesse ano, todos os quadros estreados no ano anterior, foram extintos e em seus lugares foram criados alguns novos como o "Histórias da Vida Real" onde a cada semana eram levadas pessoas que tivessem uma história de superação, o quadro "Os meus, os seus, os nossos filhos" dava dicas às mães sobre a maneira certa de cuidar dos filhos recém-nascidos sempre com a ajuda de algum profissional, e também passou a ser exibido nessa época pequenas esquetes que ensinavam inglês e espanhol com o professor Billy Brother e o 'Maestro Pablito' respectivamente, eram também feitos passeios culturais e ecológicos com crianças auxiliadas por duas professoras e também estrearam dois quadros de muito sucesso e que eram versões de quadros já consagrados no "Planeta Xuxa": "Transformirim" e "Intimirim" (versões dos quadros "Transformação" e "Intimidade") que tinham o mesmo formato de seus originais, só que agora eram todos feitos com crianças.
O tradicional hit "Grito de Guerra", que é tocada desde o primeiro ano e só voltou a ser tocada desde Outubro de 1998, em Abril daquele ano, deu lugar ao "Novo Grito de Guerra", mas que não era muito popular.
Em julho de 1998, Xuxa se despede dos palcos e entra de licença-maternidade, durante muito tempo,existiam rumores de que Andréia Sorvetão iria substituir a apresentadora durante esse período, porém, depois de uma pesquisa de mercado,a Rede Globo constatou que as pessoas preferiam ver Xuxa o tempo todo em suas televisões e com isso durante a licença de Xuxa, ela mesma gravou dentro de sua casa em um estúdio improvisado o especial Xuxa 12 Anos com Você, que reprisava alguns dos melhores momentos de sua carreira na Rede Globo. Foram ao total 12 programas. Enquanto no Planeta Xuxa, vários artistas a substituíram durante a licença.
Na volta do programa em 31 de outubro, a abertura mudou às pressas e a mesma tinha duas versões, ambas ao som do remix de "Doce mel" (do álbum "Xuxa 10 anos"). As cenas eram com palhaços e personagens circenses no cenário do programa na fase anterior, a diferença nas versões é que aparecia o palhaço Pudim (que só apareceu no primeiro programa após a licença maternidade) e a outra versão era um outro palhaço, cuja caracterizada por Xuxa. No fim, foi colocada o logo da versão de 1997 e a segunda versão foi colocada a versão da primeira fase de 1998.
O cenário passa por uma pequena modificação e o chão passa a contar com o desenho da foto da capa do disco "Só Faltava Você" (lançamento de Xuxa na época) e alguns elementos foram modificados. No primeiro programa, a música continuou após a exibição da abertura em que as Paquitas New Generation (com figurinos circences) dançavam e depois, Xuxa sai da nave enquanto as assistentes (já com novos uniformes) cantam para apresentadora.
O café da manhã entregue pelo contrarregra Samuca (que já havia retornado por alguns meses durante o período comemorativo da primeira década da apresentadora na Rede Globo) também retornou ao programa devido a repercussão das reprises do quadro nos programas especiais de "12 anos". Para descer da nave Xuxa passa a cantar a música "Sábado" e posteriormente "Parque da Alegria" de seu recém-lançado disco. Os quadros "Histórias da Vida Real" e "Os meus, os seus, os nossos filhos" deixaram de ser exibidos nessa época, Diane Dantas foi a primeira Paquita da Nova Geração a deixar o grupo para focar em seus estudos. Assim, foi iniciado o processo de mais uma troca de geração de Paquitas com o anúncio que haviam sido abertas as inscrições para a formação de um novo grupo de Paquitas, as Paquitas 2000.
Em 1999, o cenário continua praticamente o mesmo do final de 1998, e Xuxa (apesar de ter mudado o visual) já anunciava uma mudança radical no cenário (já que a época as produções da Globo em sua maioria já haviam sido remanejadas para o PROJAC e o Teatro Fênix estava em processo de desativação). Xuxa voltou a cantar "Xuxa Park" do Xou da Xuxa Sete no início do programa.
Nesse ano as aulas de inglês e espanhol deixaram de ser exibidas assim como os passeios culturais e ecológicos e o "Intimirim" passou a ser esporádico (e não mais toda a semana como anteriormente). Foi nessa época também que Xuxa passou a cantar músicas do seu repertório antigo no programa (até então Xuxa só cantava músicas de seus trabalhos mais recentes). O "Cantinho da Poesia" passou a receber a presença de Pedro Bellini que a cada semana se fantasiava de algo diferente para ensinar coisas diversas às crianças. Bárbara Borges deixou de fazer parte do grupo de Paquitas New Generation no mês de abril para seguir carreira de atriz, nessa época as Paquitas 2000 já haviam sido escolhidas, porém estavam ainda fazendo laboratório nos programas.
Nos meses de Agosto e Setembro as Paquitas 2000 passaram a aparecer no programa auxiliando as Paquitas Nova Geração, Xuxa entrevistava as novas Paquitas, conversava para o público conhecê-las melhor a cada uma e no dia 2 de Outubro de 1999 foi ao ar o último Xuxa Park no Teatro Fênix (e último da segunda fase) com uma pré-despedida emocionante das Paquitas Nova Geração cantando “Fada Madrinha” (sem as duas integrantes que saíram antes) do primeiro disco delas lançado em 1995. Foi a última vez que Xuxa entrou na sua nave-filha.
Outro grupo importante que fazia parte do Xuxa Park era o das "Soldadinhas da Xuxa". Elas também dançavam e tinham um contato mais direto com as crianças e os responsáveis. Marcela Monteiro foi a única que começou no Teatro Fênix e ficou até o último programa em 11 de janeiro de 2001. Também foram soldadinhas: Mariana, Luana, Verônica, Rachel, Ivy Pizzoti e Flávia Rubim.

#### Quadros do Programa nessa Fase
Aulas de Inglês e Espanhol com Billy Brother e Maestro Pablito (1998), Cantinho da Poesia (1998/1999), Histórias da Vida Real (1998), Hora do Bebê (1997), Intimirim (1998/1999); Os meus, os seus, os nossos Filhos (1998); Passeio Cultural/Ecológico (1998), Promoção de Aniversário (1997), Quero ser Artista (1997), Transformirim (1998/1999).
- O quadro "Atração" da primeira fase não continuou nessa fase, atrações continuavam se apresentando no programa só que agora sem estar restritas a um quadro específico. A partir da terceira fase algumas atrações foram divididas em alguns sub-quadros.
- No  "TV Xuxa" exisita um quadro muito parecido com o Histórias da Vida Real é apresentado, o formato era o mesmo e seu nome é muito parecido: "Histórias de Vida".
- O quadro "Passeio Ecológico" de 1998 substituiu a função do bloco que Xuxa apresentava em 1997 mostrando um animal exótico para divulgar a campanha "Defensores da Natureza".
- O quadro "Os meus, os seus, os nossos Filhos" de 1998 foi reaproveitado no programa de Ana Maria Braga em 2003, tendo ele o mesmo nome e formato do quadro de Xuxa.
- Algumas brincadeiras da época do "Xou da Xuxa" foram resgatadas nessa época como "Dança das Cadeiras", "Vivo ou Morto" e "Tato Perfeito" (que virou "Contato Imediato de Primeiro Grau")

### 3ª Fase(1999 - 2001)
No dia 9 de outubro de 1999, foi ao ar o primeiro Xuxa Park gravado no Projac e estreou a abertura animada ao som da introdução da música "Profecias" (do álbum "Xuxa 2000"). Assim como o Xou da Xuxa, que teve sua última abertura em que foi totalmente animada, foi repetido no Xuxa Park.
A Nave-filha branca onde transportam Xuxa e Xuxinha, saiu da nave-mãe. Xuxinha aperta o botão para a velocidade máxima da nave ao atravesar o saturno e atravessa em um planeta encantado num formato de X. Logo, a poltrona da nave jogou as duas para esse planeta. Enquanto Xuxinha se despedia, Xuxa cavalgava em um ser numa forma de tatu em um jardim até a boca de um monstro amarelo, passando pela língua rosa com listras amarelas e um ser transforma numa nave-filha laranja e ao voar para cima, entra no cantinho onde estava escrito nome do programa acima.
Nesta fase, estavam presentes: uma trupe de palhaços . Na descida da sua nave, foi bastante diferente. Em período de passagem do milênio e também do século, fez um número musical baseado no espetáculo Hair, cujo tema principal era "Aquarius" (versão em português do mesmo nome, cantado por The Fifth Dimension). Já nos últimos programas do Xuxa Park, ela se apresentou ao som de "Milênio". Essas duas canções não incluíam em nenhum álbum da apresentadora.
No primeiro programa desta fase (exibido na data acima), foi o único com as cinco integrantes das Paquitas New Generation (Andrezza Cruz, Caren Lima, Gisele Delaia, Graziella Schmitt e Vanessa Melo),  Xuxa começou a promover a música "Dançando o Country", cuja coreografia foi performada pelas Paquitas 2000 (Daiane Amêndola, Gabriella Ferreira, Joana Mineiro, Lana Rhodes, Letícia Barros, Monique Alfradique, Stephanie Lourenço e Thalita Ribeiro). No bloco final do mesmo programa, as Paquitas 2000 (que a partir do segundo programa, foram efetivas no programa) ganharam uniformes fixos, foram apresentadas pela geração anterior e se apresentaram com a música "O Sonho Continua". Xuxa ainda anunciou que as Paquitas Nova Geração continuariam no Planeta Xuxa, porém agora como as Gatas do Planeta e posteriormente elas seriam substituídas pelas Garotas do Zodíaco. No fim, fizeram a apresentação de Lua de Cristal com Xuxa no fim do programa.
Os fantoches Xuxinha e Guto estavam presentes. Na parte da dica do café da manhã, Samuca foi mantido. Algumas brincadeiras e quadros da fase anterior também foram mantidos. As partes musicais da apresentadora e das Paquitas se tornaram um karaokê,com as letras das músicas aparecendo na tela da televisão.Este período também é marcado pelo lançamento do primeiro volume da série Xuxa só para Baixinhos.
O último Xuxa Park foi ao ar no dia 6 de janeiro de 2001 às 08h45, o programa foi substituído pelo Festival de Desenhos no dia 13 de janeiro de 2001. Restaram ainda cerca de 7 programas gravados antes do incêndio no Xuxa Park, os quais não foram ao ar a pedido de Xuxa.

## Lista de quadros
- Abobrinhas
- Academia de Ginástica da Xuxa
- Agendinha
- Atração
- Atração Internacional
- Aulas de Inglês e Espanhol com Billy Brother e Maestro Pablito
- Batalha dos Fãs
- Caixa Surpresa
- Canta Brasil
- Cantinho da Poesia
- Disneylândia
- Gracinha Curiosa
- Histórias da Vida Real
- Hora do Bebê
- Intimirim
- Malhaxão
- Par ou Ímpar
- Os Meus, os Seus, os Nossos Filhos
- Passeio Cultural/Ecológico
- Pequenas Crianças, Grandes Talentos.
- Promoção de Aniversário
- Quero Ser Artista
- Sempre Alerta
- Super Ação
- Transformirim
- Tribunal da Criança
- Xala Clip
- Xuxa Clip
- Xuxa Hits

## Desenhos exibidos
- Carmen Sandiego
- Caverna do Dragão
- Darkwing Duck
- Gasparzinho, o Fantasminha Camarada
- Huguinho, o Bebê Gigante
- Mickey e Donald
- O Patinho Duque
- O Pequeno Scooby-Doo
- Os Flintstones
- Os Mistérios de Frajola e Piu-Piu
- Os Ursinhos Gummi
- Pantera Cor-de-Rosa
- She-Ra: A Princesa do Poder
- Super Mouse
- Tico e Teco e os Defensores da Lei

## Incêndio
Na noite de 11 de janeiro de 2001, um incêndio causado por um curto-circuito impediu as gravações do último bloco do programa especial de carnaval, no estúdio F do Projac, deixando 26 pessoas feridas com queimaduras. Segundo as diversas testemunhas que estavam no estúdio, o pai de uma criança sofreu um infarto. O fogo começou na aeronave do cenário que estava "fechada" por uma cúpula cheia de enfeites carnavalescos. Xuxa cantava seu maior hit "Ilariê", antes de subir na aeronave e se despedir do público (a gravação do programa estava quase terminando). No refrão da música "Dá um pulo, vai pra frente", as Paquitas que estavam dançando atrás já perceberam que algo de estranho estava acontecendo e algumas pararam de dançar. Xuxa ouve avisos de seguranças e olhou para trás. Ela não percebeu, na aeronave, que estourou um clarão e os primeiros sinais de fumaça que dariam início ao incêndio. Esta parte do cenário era feita de plástico altamente inflamável, e foi destruída pelo fogo em segundos. Diversos sinais de fumaça se espalharam pelo cenário e um brigadista entrou correndo com um extintor de incêndio, o que praticamente não deu certo e em minutos o fogo se alastrou pelo estúdio. Nesse momento, ao olhar para trás, percebendo a movimentação e assustada, Xuxa gritou: "Vem, gente! Vem, gente!". Imediatamente, o público no estúdio saiu assustado correndo. Este foco de incêndio causou um curto-circuito que eventualmente deu uma pane no sistema de luz no estádio que no mesmo momento entrou em combustão. Praticamente, todo o estúdio pegou fogo, criando pavor entre as 300 pessoas que estavam no estúdio (por volta de 200 crianças e 100 responsáveis). As vítimas que estavam próximas ficaram presas a uma roda gigante que fazia parte do cenário; sofreram queimaduras de primeiro, segundo e terceiro grau (uma delas era uma menina de 10 anos), e mais dois meninos, de 5 anos, se feriram, e tiveram queimaduras de segundo grau. Os casos mais graves foram os de Thamires Gomes Valleja, de 7 anos, que teve 35% do corpo com queimaduras de segundo e terceiro grau, Thamires foi uma das crianças que não conseguiu sair da roda-gigante. Já o brigadista Marcos Vinícius Ventura ficou extremamente ferido, algo que também aconteceu com Renato Ferreira, o palhaço Topetão, e Leonilson Vieira, o guarda-costas pessoal de Xuxa, que teve praticamente 100% de suas vias respiratórias queimadas. Leonilson enfrentou pessoalmente as chamas, retirando diversas crianças, dentre elas Thamires. Todos os adultos foram imediatamente internados no CTI do Hospital Copa D'Or e seus estados eram extremamente graves. Depois de um longo tratamento, custeado pela emissora e por sua seguradora, todos os feridos se recuperaram plenamente.
Com este incêndio, o Xuxa Park saiu da grade da programação da emissora no dia 6 de janeiro de 2001, sendo substituído as pressas pelo Festival de Desenhos com a atriz Deborah Secco. Xuxa saiu ilesa da situação. A filmagem da única câmera que filmou toda a situação foi exibida integralmente no Jornal Nacional. Semanas depois, durante um depoimento à Comissão de Investigação, a apresentadora declarou que pouco antes do início das gravações já havia um cheiro esquisito no local e alertou a equipe técnica, que mantinha um amontoado de fios e muitas luzes, que estavam próximos a materiais inflamáveis. Seis programas já estavam prontos e editados para ir ao ar, mas nunca foram exibidos. A apresentadora tomou a decisão de não exibir estes programas por respeito às vítimas, seguindo no ar somente com o Planeta Verão que já estava totalmente gravado.
Depois do incêndio, um laudo feito por peritos revelou que os cenógrafos da Rede Globo haviam escolhido materiais de alto risco como madeira, plástico e diversos tecidos, que eram bastante inflamáveis e que entrariam em rápida velocidade de combustão, algo que foi pensado de forma inocente em um local com eletricidade de alta voltagem e que estavam combinados com lâmpadas que esquentavam muito rápido. Juntamente a isto, havia diversas emendas na fiação do estúdio, que estava protegida por fita isolante. Segundo a polícia, no momento do incêndio, havia mais pessoas no estúdio do que a capacidade permitida pela emissora.
A tragédia poderia ter sido maior se os seguranças do programa não avisassem com antecedência sobre o risco do incêndio. Um dos produtores do programa chegou a declarar que a apresentadora conseguiu sobreviver ao incêndio por apenas cinco minutos. A apresentadora desenvolveu um quadro de estresse pós-traumático e somente retornou aos estúdios em abril do mesmo ano, três meses após o ocorrido, para apresentar a penúltima temporada do Planeta Xuxa.